# Trypophobie
La trypophobie est un trouble proche de la phobie, associé à la vision d'un groupe de trous. Elle peut concerner par exemple la vision de nids d’abeilles, d'une tête du lotus avec ses graines ou encore d'une plaque de chocolat soufflé. Elle peut se manifester par de l’anxiété, des démangeaisons ou la chair de poule, et la nausée.  
Cependant : 
- Elle n’est pas listée dans le DSM-5 (le manuel de référence en psychiatrie publié par l’American Psychiatric Association).
- Elle n’est pas non plus répertoriée comme un trouble spécifique dans la CIM-11 (Classification Internationale des Maladies de l’OMS).

En clair :
- Ce n’est pas une “phobie spécifique” officielle comme le sont l’arachnophobie ou l’agoraphobie.
- Mais cela ne veut pas dire que ce n’est pas un phénomène réel ou handicapant pour certains : des études ont montré que certaines personnes ressentent un dégoût intense, de l’anxiété ou des symptômes physiques devant certains motifs visuels.

Certains chercheurs pensent qu’il s’agit davantage d’une réaction de dégoût (réflexe évolutif de protection) que d’une vraie peur au sens clinique du terme.

## Origine
La trypophobie pourrait s'expliquer par une sur-réaction à la vision d'orifice comme signes d'une infection ou de la présence de parasites, ou par le fait que les images provoquant le trouble possèdent des caractéristiques mathématiques semblables à toutes celles qui, quand on les regarde, entraînent un inconfort visuel, une fatigue des yeux ou un mal de tête.

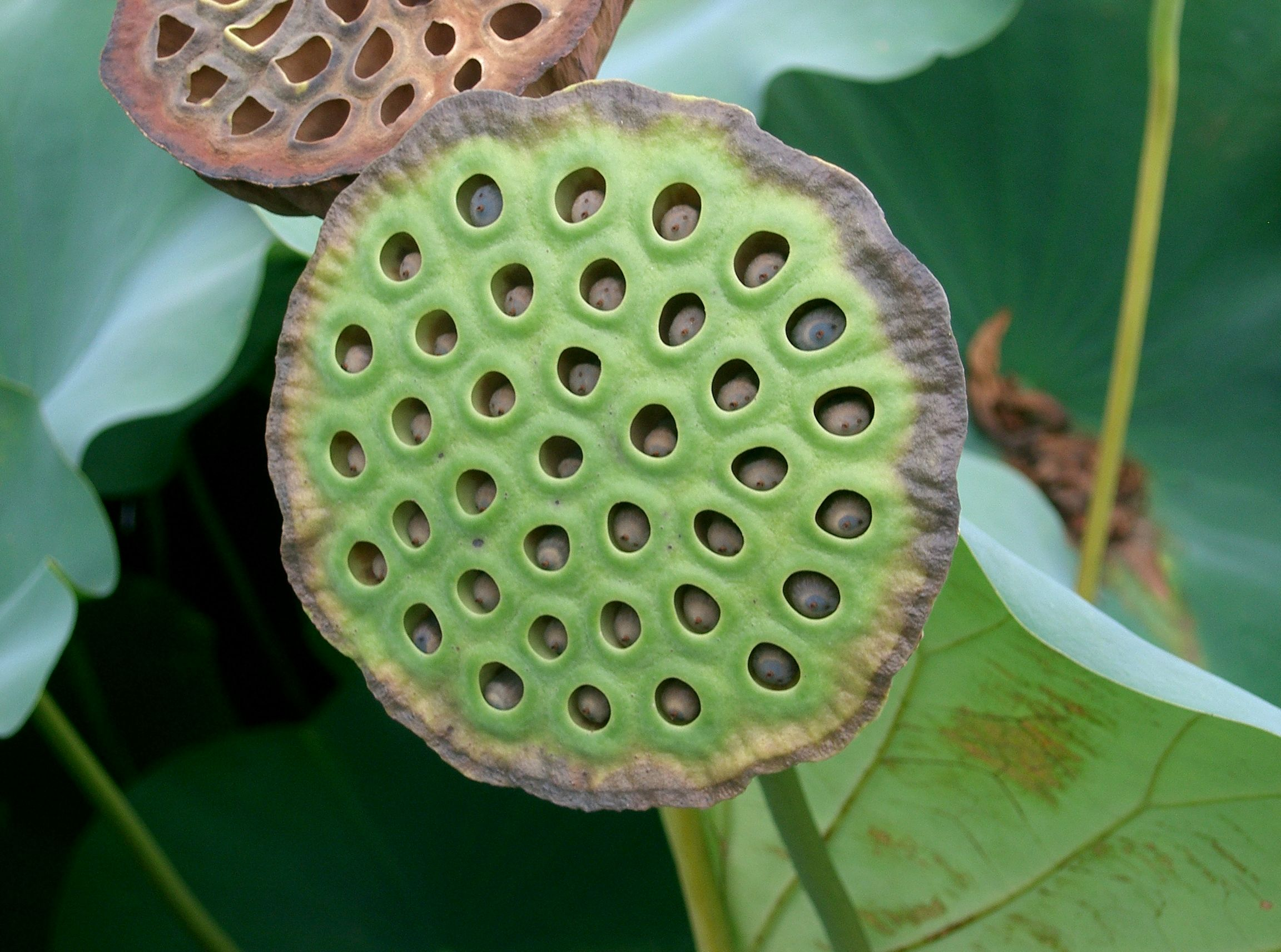
Fleur de lotus

La trypophobie serait un reliquat de l'instinct de survie dans l'évolution : des chercheurs ont constaté que de nombreuses images d'objets et de plantes criblés de trous, avec des couleurs très contrastées, déclenchaient des crises de trypophobie et ont émis l'hypothèse d'une analogie avec l'aspect d'animaux venimeux,.